# منتخب جامايكا تحت 17 سنة لكرة القدم
منتخب جامايكا تحت 17 سنة لكرة القدم (بالإنجليزية: Jamaica national under-17 football team)‏ هو ممثل جامايكا الرسمي في المنافسات الدولية في كرة القدم في فئة كرة قدم تحت 17 سنة للرجال، يديريه اتحاد جامايكا لكرة القدم.